# بان عربي
بان عربي أو يسر (الاسم العلمي: Moringa arabica) هو نوع نباتي يتبع جنس البان من الفصيلة ألبانية.  